# 外山礼三
外山 礼三（とやま れいぞう、1913年3月20日 - 1947年）は、日本の植物学者である。コケ類を専門とした。

## 略歴
熊本市に生まれた。第五高等学校から京都帝国大学理学部植物学科に進み、大学入学後から植物学を学び、在学中の1935年に「東亜蘚類考察」という論文を発表し、キブネゴケなどを記載するが、ほとんどの新種はシノニムとなった。キブネゴケは新種・新属のKibunemuscus nipponicus として記載するが新属とは認められず、Rhachithecium nipponicum のシノニムとなった。京都大学にあったフランスの蘚苔類学者、カルド（Jules Cardot）によって同定された、ユルバン・ジャン・フォーリーが収集した標本を調べ、日本各地や朝鮮に採集旅行を行った。1939年に召集され、入隊し、兵役中に肺結核に罹り、入院生活を送り1947年に没した。